# Булатов Дмитро Сергійович
Дмитро́ Сергі́йович Була́тов (нар. 13 серпня 1978, Київ) — український політик і громадський активіст. 2-й Міністр молоді та спорту України (з 27 лютого 2014 по 2 грудня 2014). Один із лідерів Автомайдану, голова правління громадської організації «Соціально відповідальне суспільство».

## Біографія
Випускник Національного технічного університету України «Київський політехнічний інститут». Закінчив Факультет електроніки у 2001 році, за фахом інженер мікроелектроніки та напівпровідникових приладів.
З 1998 по 2014 рік мав бізнес та працював на керівних посадах державних і приватних компаній. Був директором ПП «Центр-К» (1998—2003, готельний бізнес), керівником групи компаній «Q-Service» (2003—2007, маркетинг, реклама та дизайн), заступником керівника групи компаній «Ітера» (2007—2008, будівництво), директором ТОВ «Промлогістика» (2008—2009, металургія), директором ТОВ «Торгово-Промисловий Холдинг» (2009—2010, торгівля нафтою і газом). Паралельно вів консалтингову діяльність у галузі маркетингу, реклами та продажів. З 2010 по 2013 рік був власником автоцентру «Стольник», однак після певних подій бізнес-вектор змінився і Булатов став займатися в більшій частині консалтингом.
З травня по жовтень 2010 працював директором Інституту з проектування підприємств рибного господарства та промисловості «Укррибпроект» та в Державниому комітеті рибного господарства України при Міністерстві аграрної політики України. За півроку вивів інститут зі збиткових у прибуткові.
Займався вейкбордингом, брав участь у всеукраїнських змаганнях з цього виду спорту.
На початку 2013 року створив громадську організацію «Соціально відповідальне суспільство». Разом з Українським форумом благодійників ця організація започаткувала Національний рейтинг благодійників. У квітні 2013 був одним з організаторів акції з демонтажу точок з продажу алкоголю в київському парку Дружби народів. У вересні 2013 Булатов агітував за заборону проведення алкогольних фестивалів на спортивних майданчиках.
Після того, як син Дмитра Булатова 12-річний Денис потрапив колесом велосипеда у відкритий каналізаційний люк на перехресті вулиць в Києві та доповів про це татусеві, Дмитро разом з іншими активістами взявся за цю проблему. Створена ним організація протягом осені 2013 року власним коштом встановлювала на небезпечні відкриті люки у містах України власноруч виготовлені Булатовим та працівниками його СТО захисні металеві решітки та склопластикові кришки. Булатов разом з іншими громадськими активістами неодноразово виступав у ЗМІ з закликами встановлювати склопластикові кришки, оскільки вони дешевші та їх не приймають у металобрухт, та провів прес-конференцію з цієї тематики.
Одружений, батько трьох дітей.

## Автомайдан

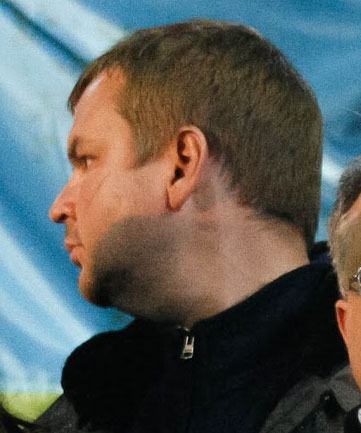
Дмитро Булатов на Євромайдані, лютий 2014

30 листопада 2013 р. дізнавшись про силовий розгін Євромайдану, Дмитро Булатов разом з другом Олексієм Гриценком вирішили організувати автопробіг Києвом, щоб залучити людей до протесту. В перший же день в акції взяли участь близько 300 автомобілістів, деякі з яких були друзями Булатова, решта — сторонні люди, які вирішили або яких переконали долучитися. Вранці 1 грудня Булатов з іншими учасниками акції (зокрема, з Василем Футіним, Тетяною Чорновол, Андрієм Дзіндзею, Володимиром Кадурою та іншими) зустрілися біля пам'ятника засновникам Києва. Там учасники нового руху домовилися між собою про розподіл обов'язків, що стало початком Автомайдану.
Булатов був організатором та брав участь у більшості акцій «Автомайдану», зокрема, в поїздках на Межигір'я, візитів до ряду інших високопосадовців та до командира роти «Беркуту», а також у блокуванні «Беркуту» в Святошинському районі Києва.
На думку Дмитра, «Автомайдан є найефективнішим способом протидії владі та захисту здоров'я людей і їх законних інтересів».

## Викрадення
23 січня 2014 року, під час подій Єврореволюції в Україні активісти «Автомайдану» заявили про несподіване зникнення Дмитра Булатова. Востаннє на зв'язок він виходив увечері 22 січня. 23 січня, приблизно о 4 годині ранку співробітники «Беркута» затримали як мінімум 15 активістів «Автомайдану», які патрулювали 17-у лікарню в Києві, і розбили дев'ять автомобілів.
Автомайдан оголосив винагороду в розмірі 10 тисяч доларів тому, чия інформація допоможе знайти Дмитра Булатова і врятувати йому життя. Згодом цю суму збільшили до 25 тисяч доларів.
30 січня Дмитро Булатов вийшов на зв'язок із друзями і повідомив, що його викрали і катували невідомі [Архівовано 10 березня 2016 у Wayback Machine.], які розмовляли із російським акцентом. Після тривалих катувань його вивезли за місто і викинули з машини. Дмитро зміг добратись до села Вишеньки Бориспільського району та попрохати допомогу. Того ж дня Дмитро був госпіталізований до клініки «Борис», де йому була надана медична допомога.
За словами Петра Порошенка, Дмитро Булатов, Олександр Данилюк і Олексій Гриценко (учасник Автомайдану) були внесені МВС в список для орієнтування по прізвищам та фото, який був помічений в прикордонників при перетині кордону. 2 лютого Шевченківський районний суд міста Києва відмовився задовольнити клопотання слідства про арешт Дмитра Булатова. Того ж дня Булатов відбув на лікування до Литви транзитом через Ригу. Після лікування Булатов поїхав до Німеччини, де він мав родичів. 24 лютого Дмитро Булатов повернувся до України.
Нині Міністерство внутрішніх справ України веде слідство за фактом викрадення Булатова.

## Політична кар'єра
27 лютого 2014 призначений міністром молоді та спорту України в уряді Арсенія Яценюка.
Ініціював проведення реформи [Архівовано 17 грудня 2014 у Wayback Machine.] в сфері фізичної культури та спорту.
Звіт [Архівовано 17 грудня 2014 у Wayback Machine.] про роботу Міністерства під керівництвом Дмитра Булатова за дев'ять місяців.
Станом на липень 2015-го — військовик ЗС України, позивний «Міністр», обороняє місто Щастя, поранений.

## Нагороди
- Медаль «Захиснику Вітчизни» (21 жовтня 2015) — за мужність, самовідданість і високий професіоналізм, виявлені у захисті державного суверенітету та територіальної цілісності України, вірність військовій присязі[29]